# Prince Albert, Sydafrika

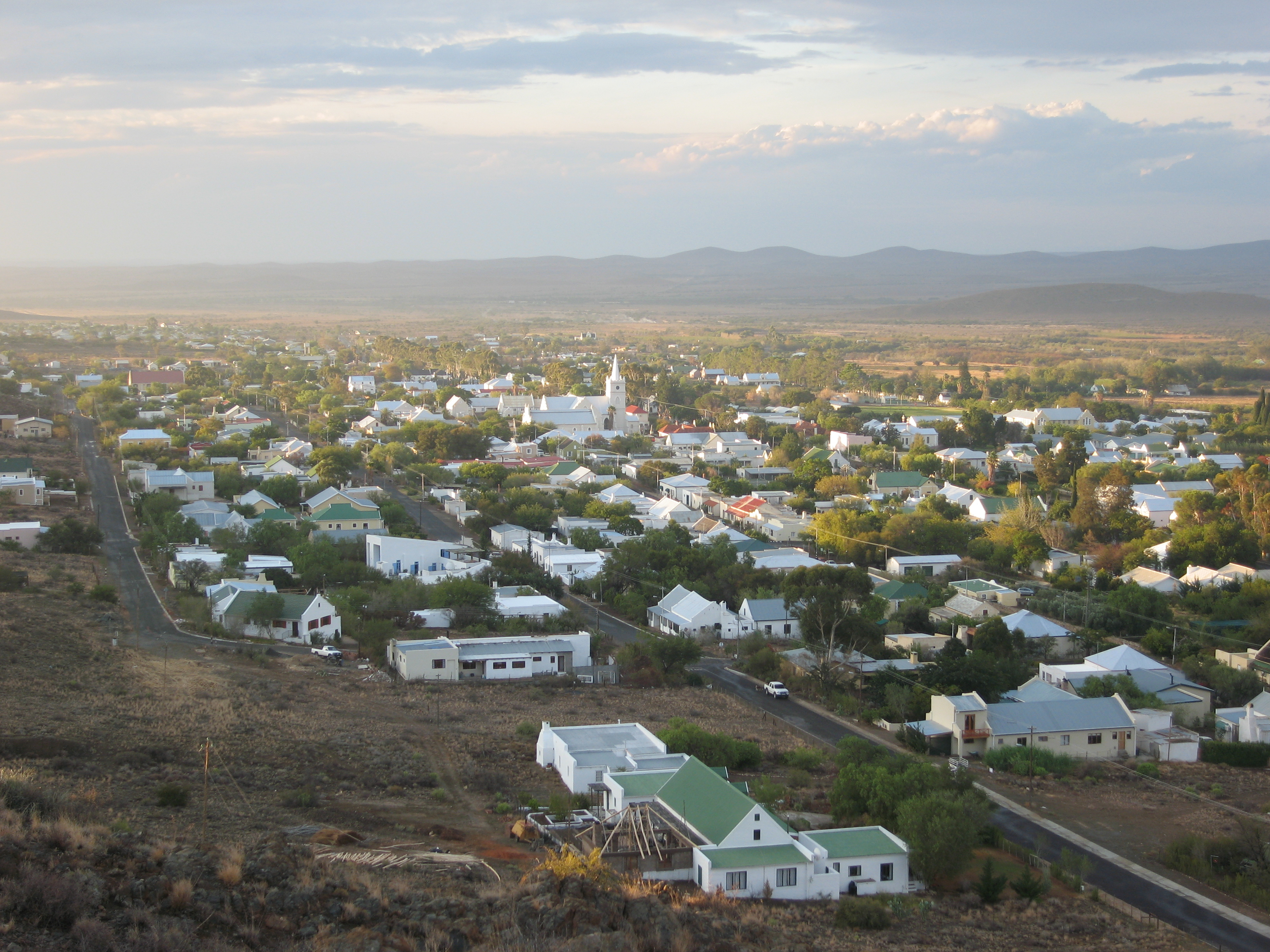
Vy över Prince Albert.

Prince Albert är en ort i Västra Kapprovinsen i Sydafrika, norr om staden Oudtshorn. Folkmängden uppgick till 7 054 invånare vid folkräkningen 2011. Orten är belägen i Karoo som är ett ökenlandskap, norr om de två bergskedjor som löper parallellt med Sydafrikas sydkust. Prince Albert har vattentillgång från en mindre flod från bergskedjan Swartberg. Orten har frukt- och olivodlingar. Här finns arkitektur från slutet av 1800-talet och ett konstgalleri med konst från lokala konstnärer.
Vägen till Prince Albert från Oudtshorn passerar Cango Caves som är ett grottsystem med guidade turer, samt Swartbergpass med vacker natur och utsikt över Karoo.